# Beomužević
Beomužević (en serbe cyrillique : Беомужевић) est un village de Serbie situé sur le territoire de la Ville de Valjevo, district de Kolubara. Au recensement de 2011, il comptait 457 habitants.

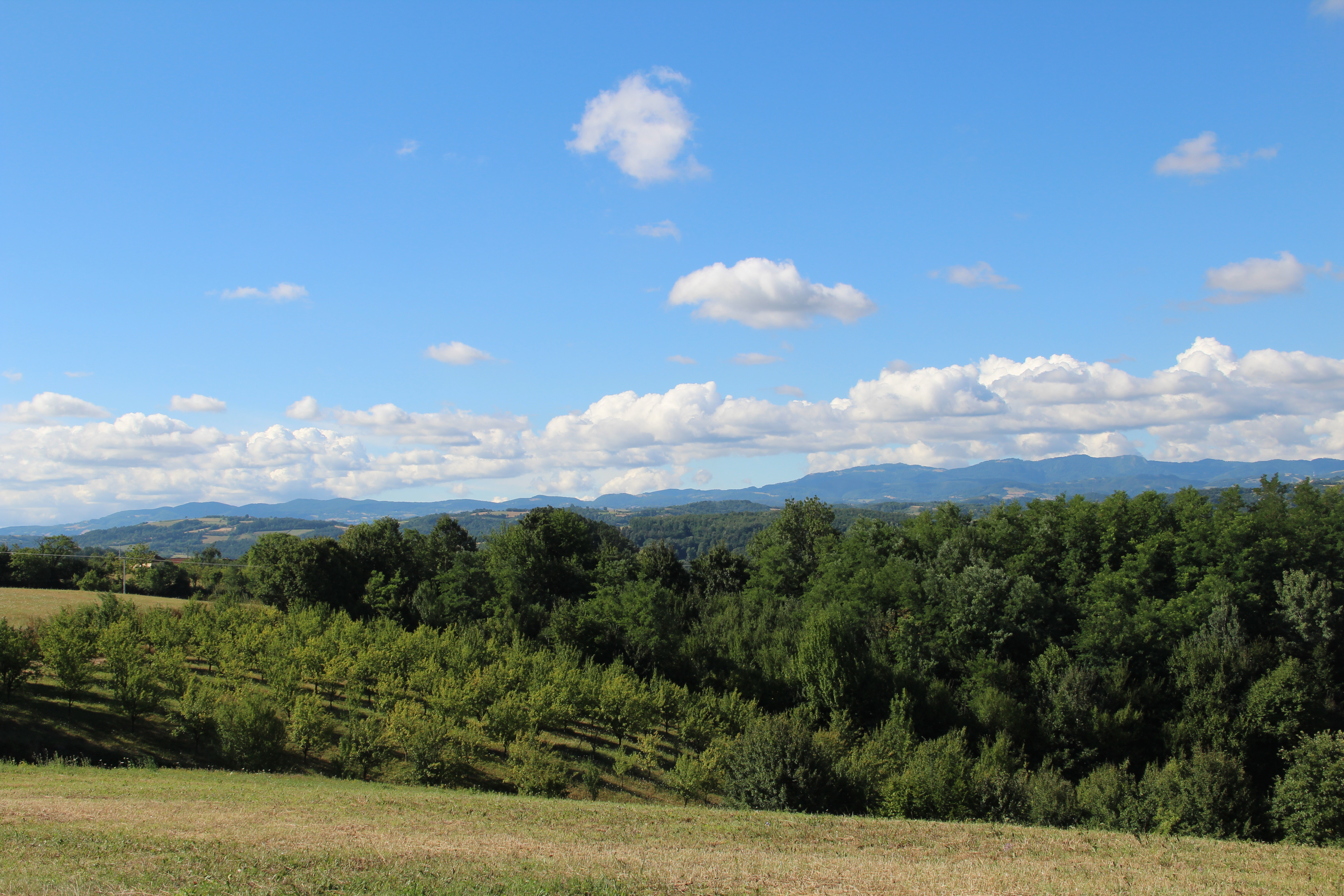
village Beomuzevic - Panorama
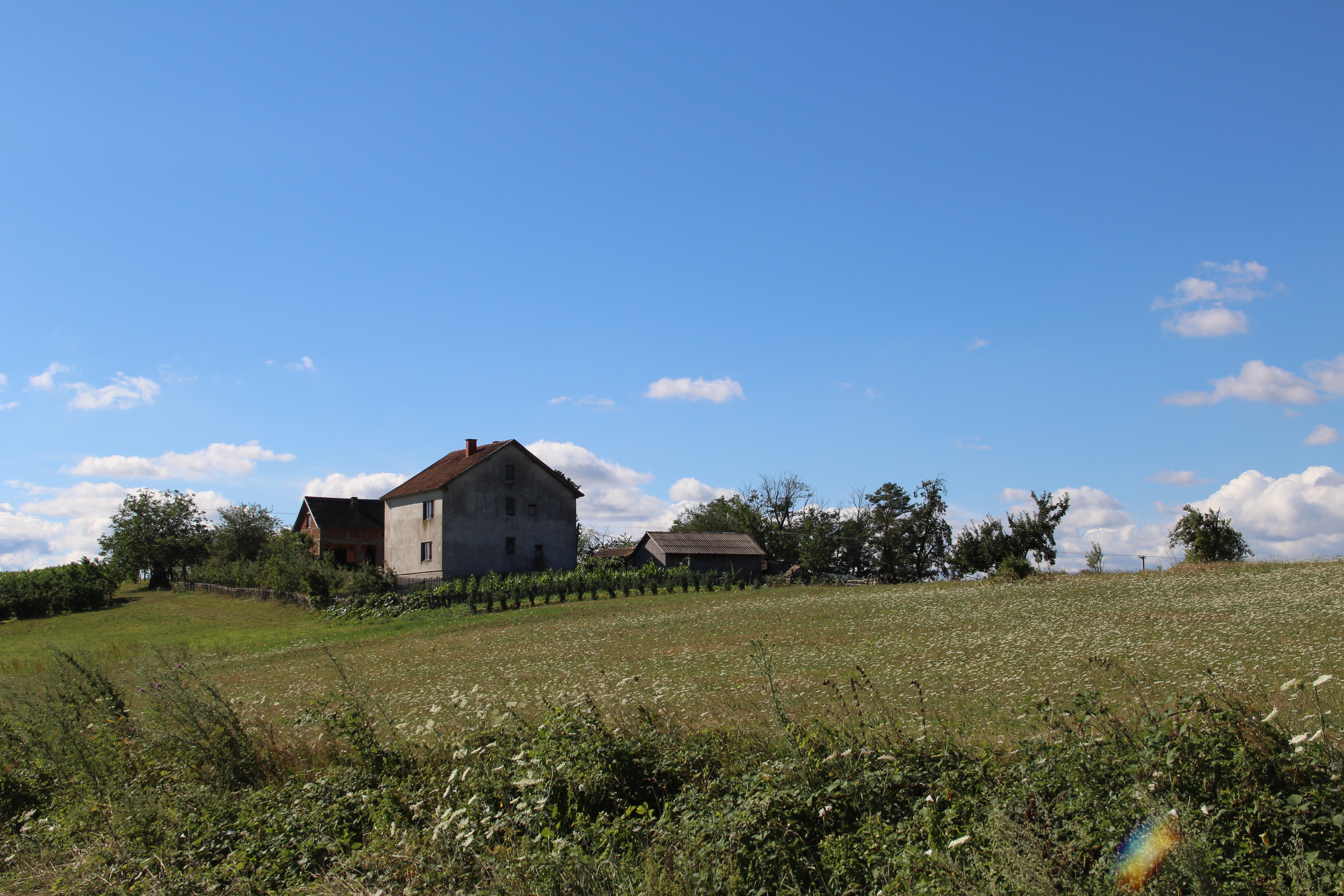
village Beomuzevic - Panorama
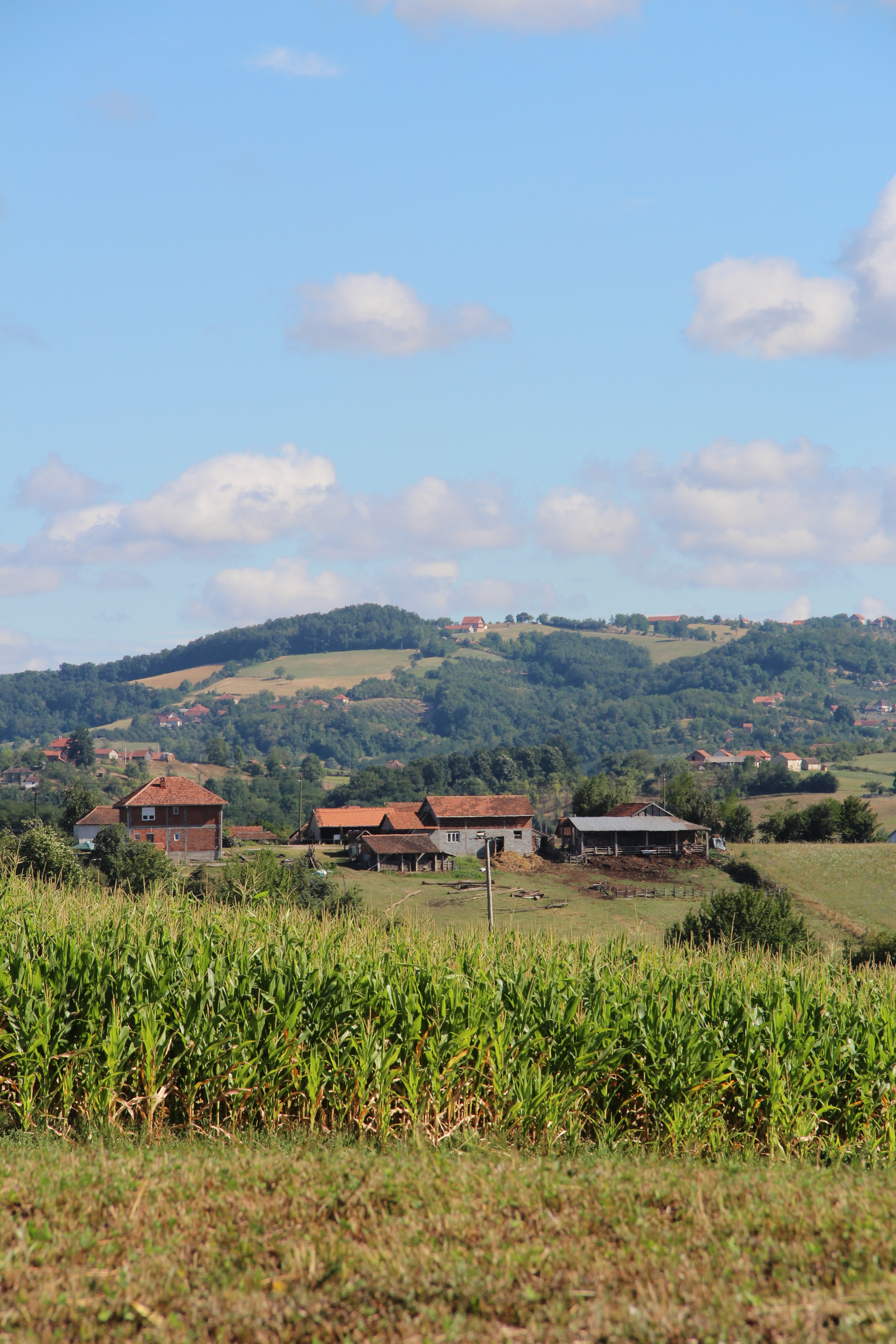
village Beomuzevic - Panorama
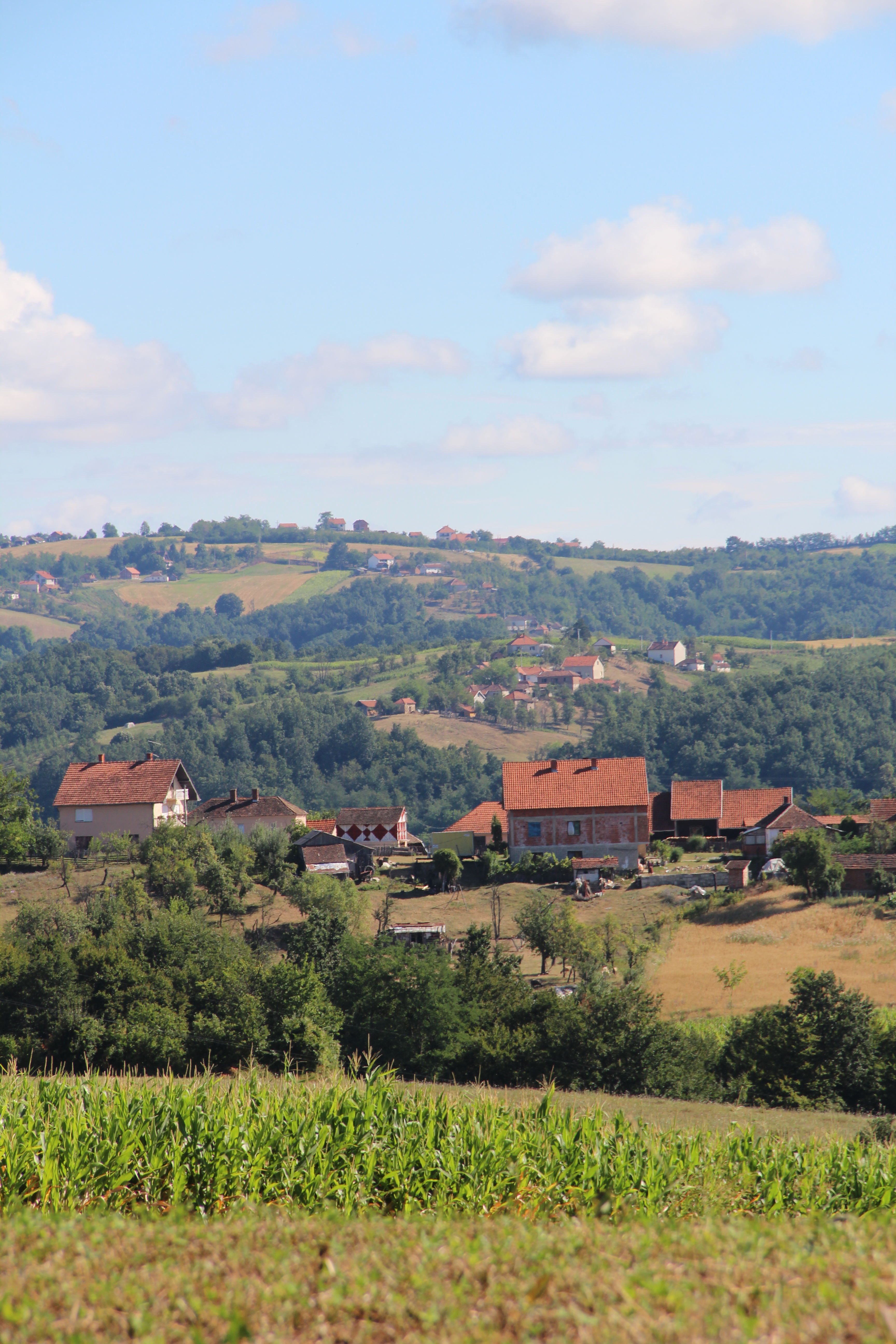
village Beomuzevic - Panorama
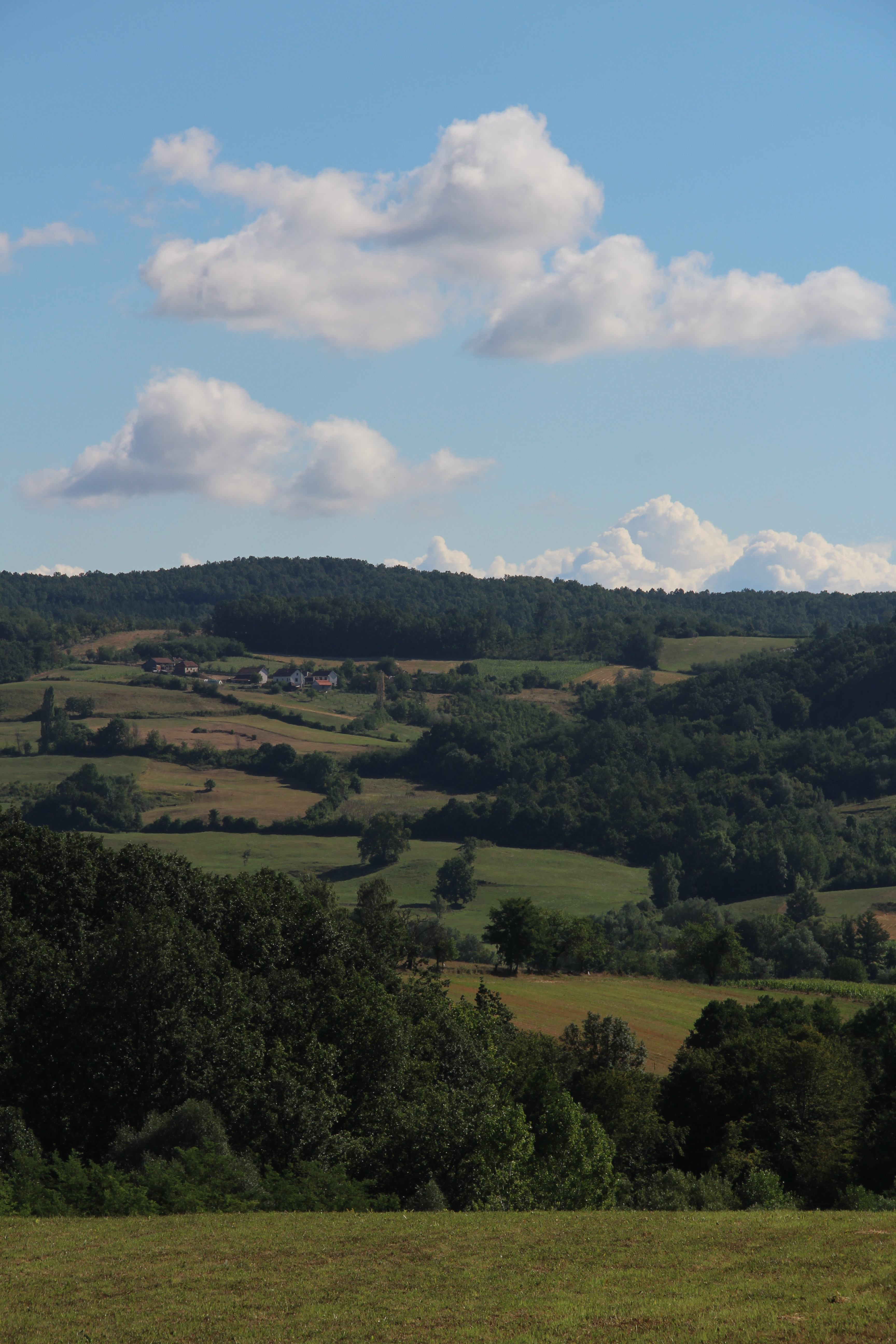
village Beomuzevic - Panorama
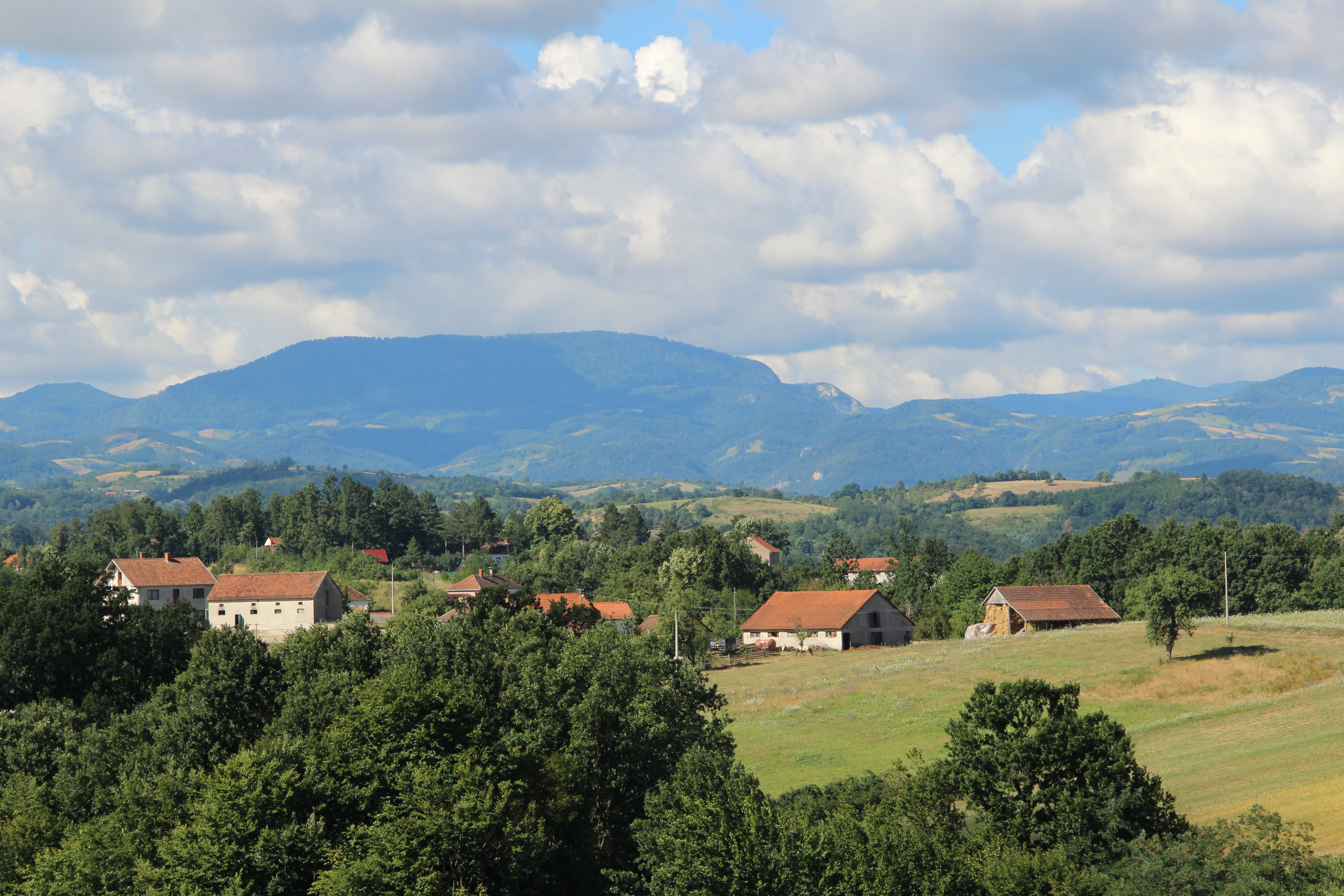
village Beomuzevic - Panorama
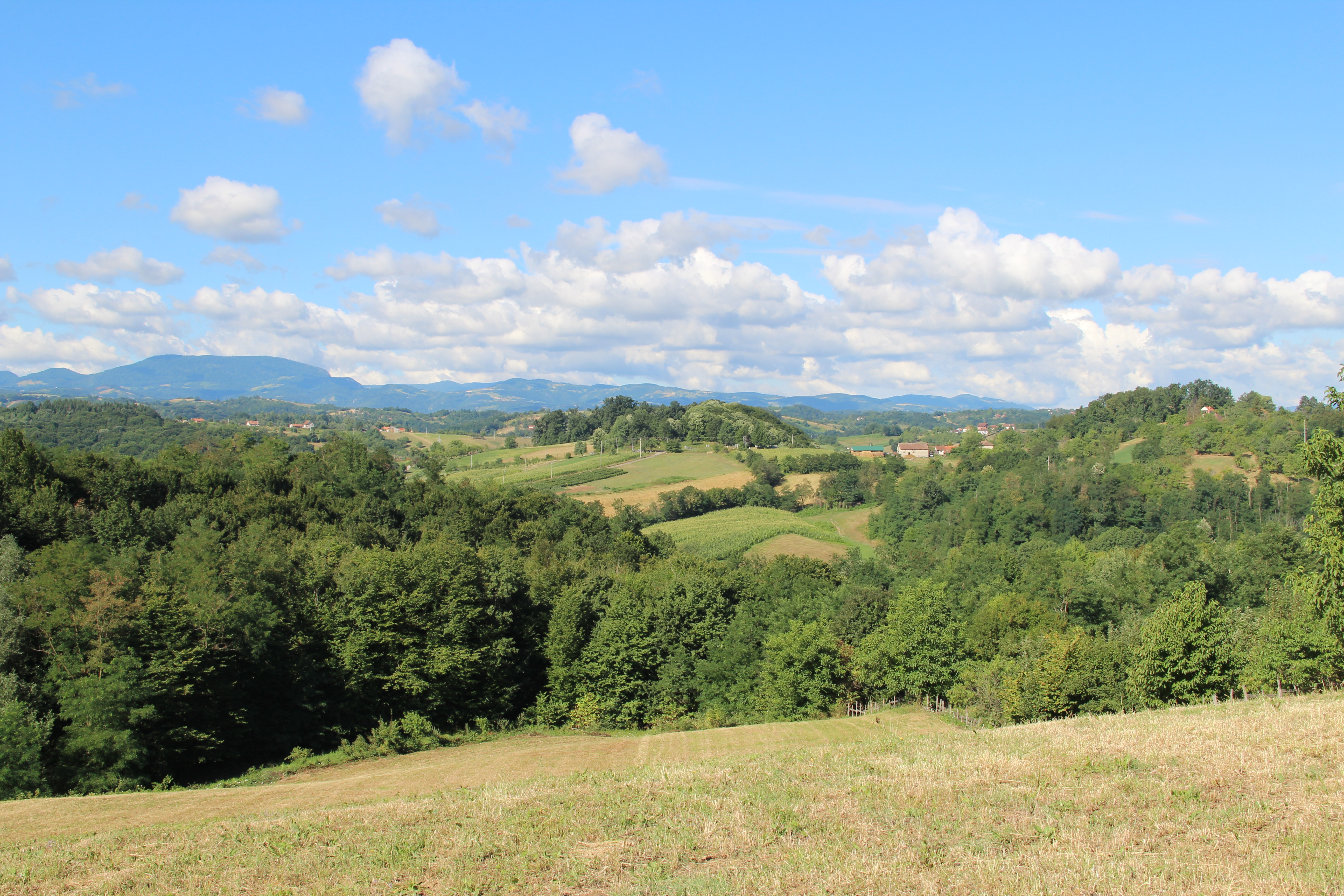
village Beomuzevic - Panorama

## Démographie
| 1948 | 1953 | 1961 | 1971 | 1981 | 1991 | 2002 | 2011 |
| ---- | ---- | ---- | ---- | ---- | ---- | ---- | ---- |
| 868  | 839  | 851  | 788  | 696  | 593  | 528  | 457  |

|  |